# ATP Tour

Logo dell’ATP Tour dal 2019

L'ATP Tour (già noto come ATP World Tour dal 2009 al 2018) è il circuito professionistico mondiale di tennis maschile organizzato dall'Association of Tennis Professionals. Il circuito di secondo livello è l'ATP Challenger Tour, mentre il terzo livello è rappresentato dall'ITF Men's Circuit.

## Tornei ATP Tour
Il circuito è composto da tornei di differente levatura internazionale: i quattro tornei del Grande Slam, considerati i più importanti al mondo (Australian Open, Wimbledon, Roland Garros e US Open), le ATP Finals, i nove tornei dell'ATP World Tour Masters 1000, i tornei dell'ATP World Tour 500 series, quelli dell'ATP World Tour 250 series e quelli del circuito Challenger. Il livello più basso dei tornei professionistici maschili è quello del circuito ITF.
Di questi tornei, quelli del Grande Slam e del circuito Futures sono organizzati dalla ITF, le ATP Finals - torneo di fine anno riservato agli otto giocatori e alle otto coppie di doppio con il numero maggiore di punti collezionati durante la stagione - sono organizzate congiuntamente da ATP e ITF, tutti gli altri sono organizzati dall'ATP. Tutti questi tornei attribuiscono punti per le classifiche ATP di singolare e doppio. Questo è il dettaglio del tour:
| Tipo evento                 | Numero | Montepremi (in dollari statunitensi) | Punti vincitore | Organizzatore |
| --------------------------- | ------ | ------------------------------------ | --------------- | ------------- |
| Grande Slam                 | 4      | Vedi i singoli articoli              | 2 000           | ITF           |
| ATP Finals                  | 1      | 4 450 000                            | 1 100-1 500     | ATP e ITF     |
| Tour Master ATP 1000        | 9      | Da 2 450 000 a 3 645 000             | 1 000           | ATP           |
| Tour mondiale ATP serie 500 | 13     | Da 755 000 a 2 100 000               | 500             | ATP           |
| Tour mondiale ATP serie 250 | 40     | Da 416 000 a 1 024 000               | 250             | ATP           |
| ATP Challenger Tour         | 178    | Da 40 000 a 220 000                  | 50 a 175        | ATP           |
| Circuito maschile ITF       | 534    | 10 000 e 25 000                      | 18 a 35         | ITF           |
| Torneo olimpico di tennis   | 1      | Vedi i singoli articoli              | 0               | CIO e ITF     |

## Classifiche ATP

### Ranking singolare attuale (top 20)
| ATP Ranking Singolare, al 10 febbraio 2025 | ATP Ranking Singolare, al 10 febbraio 2025 | ATP Ranking Singolare, al 10 febbraio 2025 | ATP Ranking Singolare, al 10 febbraio 2025 | ATP Ranking Singolare, al 10 febbraio 2025 |
| N.                                         | Giocatore                                  | Punti                                      | +/-                                        |                                            |
| ------------------------------------------ | ------------------------------------------ | ------------------------------------------ | ------------------------------------------ | ------------------------------------------ |
| 1                                          | Jannik Sinner (ITA)                        | 11 830                                     | Stabile                                    |                                            |
| 2                                          | Alexander Zverev (DEU)                     | 8 135                                      | Stabile                                    |                                            |
| 3                                          | Carlos Alcaraz (ESP)                       | 7 510                                      | Stabile                                    |                                            |
| 4                                          | Taylor Fritz (USA)                         | 5 100                                      | Stabile                                    |                                            |
| 5                                          | Casper Ruud (NOR)                          | 4 480                                      | Stabile                                    |                                            |
| 6                                          | Alex de Minaur (AUS)                       | 4 015                                      | 2                                          |                                            |
| 7                                          | Novak Đoković (SRB)                        | 3 900                                      | 1                                          |                                            |
| 8                                          | Daniil Medvedev (TBA)                      | 3 830                                      | 1                                          |                                            |
| 9                                          | Tommy Paul (USA)                           | 3 445                                      | Stabile                                    |                                            |
| 10                                         | Andrej Rublëv (TBA)                        | 3 270                                      | Stabile                                    |                                            |
| 11                                         | Stefanos Tsitsipas (GRC)                   | 3 095                                      | 1                                          |                                            |
| 12                                         | Holger Rune (DNK)                          | 3 010                                      | 2                                          |                                            |
| 13                                         | Grigor Dimitrov (BGR)                      | 2 945                                      | 2                                          |                                            |
| 14                                         | Ben Shelton (USA)                          | 2 930                                      | 1                                          |                                            |
| 15                                         | Jack Draper (GBR)                          | 2 680                                      | 1                                          |                                            |
| 16                                         | Lorenzo Musetti (ITA)                      | 2 650                                      | 1                                          |                                            |
| 17                                         | Ugo Humbert (FRA)                          | 2 625                                      | 2                                          |                                            |
| 18                                         | Frances Tiafoe (USA)                       | 2 560                                      | Stabile                                    |                                            |
| 19                                         | Arthur Fils (FRA)                          | 2 355                                      | Stabile                                    |                                            |
| 20                                         | Hubert Hurkacz (POL)                       | 2 305                                      | 1                                          |                                            |

### Ranking doppio attuale (top 20)
| ATP Ranking Doppio, al 10 febbraio 2025 | ATP Ranking Doppio, al 10 febbraio 2025 | ATP Ranking Doppio, al 10 febbraio 2025 | ATP Ranking Doppio, al 10 febbraio 2025 | ATP Ranking Doppio, al 10 febbraio 2025 |
| N.                                      | Giocatore                               | Punti                                   | +/-                                     |                                         |
| --------------------------------------- | --------------------------------------- | --------------------------------------- | --------------------------------------- | --------------------------------------- |
| T1                                      | Marcelo Arévalo (SLV)                   | 7 620                                   | Stabile                                 |                                         |
| T1                                      | Mate Pavić (HRV)                        | 7 620                                   | Stabile                                 |                                         |
| 3                                       | Henry Patten (GBR)                      | 7 075                                   | Stabile                                 |                                         |
| 4                                       | Harri Heliövaara (FIN)                  | 7 055                                   | Stabile                                 |                                         |
| 5                                       | Kevin Krawietz (DEU)                    | 6 330                                   | 1                                       |                                         |
| 6                                       | Simone Bolelli (ITA)                    | 6 310                                   | 4                                       |                                         |
| 7                                       | Andrea Vavassori (ITA)                  | 6 310                                   | 4                                       |                                         |
| 8                                       | Tim Pütz (DEU)                          | 6 240                                   | 1                                       |                                         |
| 9                                       | Jordan Thompson (AUS)                   | 6 225                                   | 4                                       |                                         |
| 10                                      | Marcel Granollers (ESP)                 | 6 170                                   | 3                                       |                                         |
| 11                                      | Horacio Zeballos (ARG)                  | 6 170                                   | 4                                       |                                         |
| 12                                      | Nikola Mektić (HRV)                     | 5 750                                   | Stabile                                 |                                         |
| 13                                      | Wesley Koolhof (NLD)                    | 5 545                                   | 1                                       |                                         |
| 14                                      | Max Purcell (AUS)                       | 5 300                                   | 1                                       |                                         |
| 15                                      | Michael Venus (NZL)                     | 4 070                                   | Stabile                                 |                                         |
| 16                                      | Neal Skupski (GBR)                      | 3 580                                   | Stabile                                 |                                         |
| T17                                     | Nathaniel Lammons (USA)                 | 3 230                                   | Stabile                                 |                                         |
| T17                                     | Jackson Withrow (USA)                   | 3 230                                   | Stabile                                 |                                         |
| 19                                      | Lloyd Glasspool (GBR)                   | 3 210                                   | Stabile                                 |                                         |
| 20                                      | Matthew Ebden (AUS)                     | 3 105                                   | Stabile                                 |                                         |